# Lecture sur écran
La lecture sur écran ou lecture numérique est un type de lecture qui regroupe la lecture hypertextuelle, la lecture d'une page web ou la lecture de livres numériques. En psychologie cognitive, c'est l’étude des processus cognitifs engagés par un lecteur humain pour percevoir et interpréter l’information présentée par une source électronique. 
Elle serait, d'après Guglielmo Cavallo et Roger Chartier, l'une des trois évolutions majeures de la lecture: le XIIe siècle serait synonyme de passage de la lecture orale du texte écrit à la lecture silencieuse du livre. Puis le XVIIIe siècle passerait de la lecture intensive (fortement empreinte de sacralité et d’autorité) à la lecture extensive. Enfin, la période actuelle serait passée d'une lecture traditionnelle sur papier à la lecture sur écran qui modifie tout le système d’identification et de maniement des textes.

## Caractéristiques de la lecture numérique

### Définition
Dans le Dictionnaire Le Robert encyclopédique, le terme « lecture » revêt diverses acceptions. La première a trait à l'action matérielle de lire, de déchiffrer ce qui est écrit. Le lecteur s'intéresse au support qui comprend des signes et des graphèmes. Le second sens découle du premier puisqu'il correspond à l'action de lire, de prendre connaissance du contenu d'un écrit et de le comprendre.
Quant à l'adjectif « numérique », selon la définition issue du Vocabulaire de la documentation d'Arlette Boulogne, il « qualifie un dispositif, un système ou un procédé délivrant un signal qui décrit les phénomènes étudiés de façon discontinue par rapport au temps au moyen de codes binaires ». En cela, un texte «numérique» n'est pas qu'un texte numérisé, mais bien un mode de représentation d'un objet fondé sur une structure discrète et une technique d'échantillonnage. La numérisation est un processus de conversion d'un signal analogique en un signal numérique. Cette technique permet de stocker des documents, quels qu'en soient la nature ou le support, sous une forme électronique.
Ainsi, la lecture numérique recouvre plusieurs types de lecture: la lecture hypertextuelle, la lecture d'une page web ou la lecture de livres numériques. Dans la définition de Jean-Pierre Accart et Marie-Pierre Réty, tirée de leur ouvrage Le métier de documentaliste, le livre électronique désigne un équipement nomade composé d'un écran tactile, d'une mémoire, d'une source d'énergie autonome et d'un moyen de connexion avec Internet. Or, une liseuse, par exemple, ne possède pas forcément un écran tactile et une connexion à Internet, mais elle est un support qui permet la lecture d'œuvres numérisées (livres, presse, documents de travail).
En psychologie cognitive, « la lecture électronique ou numérique est définie comme l’étude des processus cognitifs engagés par un lecteur humain pour percevoir et interpréter l’information présentée par une source électronique ».

### Fonctionnalités
Pour Claude Morizio, la lecture numérique est à mi-chemin entre les formes du codex et du volumen, comme l'indiquent ses caractéristiques que sont la tabularité, la multimodalité, l'hypertextualité et la non-linéarité.
Dans Le livre en révolutions, Roger Chartier évoque, à ce propos, «[l]e déroulement séquentiel du texte sur l'écran […], la possibilité pour le lecteur de mêler, d'entrecroiser, d'assembler des textes qui sont inscrits dans la même mémoire électronique». Pour lui, la révolution du texte électronique, c'est la révolution des structures du support matériel de l'écrit et des manières de lire.

### De nouveaux contrats de lecture
Yves Jeanneret et Emmanuel Souchier affirment quant à eux qu'avec la lecture numérique, « les conditions de manipulation du texte ont changé. Face à la machine, le lecteur est placé dans une situation paradoxale de distanciation et d'engagement. La distance de l'homme à la machine est plus grande que celle de l'homme au livre, car le texte semble avoir disparu "derrière" l'écran, laissant prise à l'espace du secret et du sacré. En revanche, l'engagement physique s'accroît, car le lecteur devient manipulateur et doit « agir » la machine à des fins purement fonctionnelles ». Ainsi, le lecteur peut agir et ou interagir tout au long de son parcours de lecture.
Dans L'outre-lecture, les auteurs évoquent la dimension iconique du processus de lecture, caractéristique majeure du processus de lecture sur support numérique. Néanmoins, celle-ci était déjà présente sur support imprimé avec les outils graphiques et la typographie.
Une autre particularité de la lecture numérique réside dans la nature activable de certains signes. Les auteurs parlent de «dimension manipulatoire» de la lecture qui sert de guide de parcours au lecteur. Cela lui permet de s'orienter dans l'espace dynamique en construisant son propre espace documentaire précis, mais toujours ouvert à de nouveaux parcours. L'appropriation du texte passe davantage par la manipulation du texte que sur support imprimé, où le parcours de lecture est balisé par la présence d'un index, de glossaires ou de notes. La lecture numérique nécessite des savoirs et des savoir-faire, un ensemble de compétences utiles pour manipuler ces objets. Par ailleurs, il serait souhaitable d'être à l'aise au préalable avec la lecture papier pour pouvoir investir ces nouveaux modes de lecture. Christian Vandendorpe précise que ce mode de lecture est davantage pratiqué par des experts (étudiants, chercheurs) que par des novices[réf. nécessaire].
La lecture numérique peut être envisagée à la fois comme une liberté et une contrainte. Par certains de ses aspects, elle se prête bien à ce que Michel de Certeau nomme «l'activité de braconnage» au sujet de la lecture. Selon lui, « [l]es lecteurs sont des voyageurs ; ils circulent sur les terres d'autrui, nomades braconnant à travers les champs qu'ils n'ont pas écrits, ravissant les biens d'Égypte pour en jouir ».

## Les conséquences de la lecture numérique

### Lire sur un écran
Lire sur un écran amène des attitudes et des postures nouvelles pouvant se révéler être des inconvénients alors que d’autres éléments peuvent se révéler être profitables pour le lecteur.
Selon Claire Bélisle, lire à l’écran, met le lecteur dans une posture physique nouvelle et donne lieu à une expérience sensori-motrice spécifique. Alors que la lecture d’un support papier permet de lire dans différentes positions, la lecture à l’écran suppose une certaine immobilité et donc une sensation d’inconfort. Toutefois, le développement des équipements mobiles comme les tablettes de lecture ou liseuse modifie ces contraintes. De plus, l’expérience perceptive change: le lecteur est plus facilement sujet à une fatigue oculaire. Alors que le livre papier offre un confort visuel maximum (du fait de sa taille, de l’appareillage typographique, du contraste encre-papier), l’écran peine à présenter une résolution suffisante et une qualité d’affichage pour l’œil. Même si actuellement, les technologies tentent de remédier à ces insuffisances, avec le rétro-éclairage par exemple, Claire Bélisle indique que l’écran offre une moindre lisibilité et une vitesse de lecture inférieure d’au moins 25% à la lecture sur papier.
Bien que les différences entre les différents formats (papier et numérique) existent, ceux-ci peuvent tous affecter les « performances visuelles » chez le lecteur. La lecture prolongée, peu importe son support, est généralement possible sans qu’il y ait nécessairement des inconvénients majeurs même si la lecture sur support papier est le format primé pour la lecture et la compréhension de texte selon l’étude menée par l’optométriste Victor Molina.
Christian Vandendorpe explique d’ailleurs que même pour les personnes qui passent plusieurs heures par jour devant leur écran d’ordinateur, ce médium n’est pas leur support de lecture favori. Quand il s’agit de se livrer à la lecture attentive d’un texte, que ce soit pour le travail ou la détente, la plupart des individus choisissent encore de passer par l’imprimante. Néanmoins, selon l’analyse des résultats de différentes études, la préférence pour l’un ou l’autre des supports influence la capacité du lecteur pour la lecture.
Pourtant, plusieurs optent pour la lecture numérique, car l’écran et tout l’appareillage informatique permettent de nouveaux modes d’accès à la lecture. Les utilisateurs peuvent personnaliser l’affichage du texte à l’écran, en grossissant les caractères, mais aussi en aménageant les couleurs, les contrastes ou les polices. Cette paramétrisation de la lecture est positive pour les personnes en situation de handicaps qui peuvent, par les fonctionnalités du support, améliorer la clarté et la présentation des documents, ou pour répondre aux besoins des enfants afin de favoriser la lecture numérique.
Si l’on prend le cas de la lecture sur une tablette de lecture, l’inconfort est réduit. La manipulation de cet objet nomade est plus facile: le lecteur peut lire dans différentes positions grâce au format et au poids léger de l'équipement (mais il doit disposer quand nécessaire d'une source électrique pour recharger la batterie de l'appareil).
Enfin, afin d'avoir une meilleure lisibilité, le lecteur peut s’appuyer initialement sur des repères et les réinterpréter. Selon Emmanuël Souchier et la théorie de Écrit d'écran, le geste de lire est totalement refondé par la littératie à partir des années 1990. On rassemble aussi bien des textes, des images, des schémas, que des sons. À cela s’ajoute de nouveaux éléments para-textuels liés à l’aspect numérique, comme les icônes, et une organisation spécifique de la page. Cependant le lecteur peut retrouver certaines formes traditionnelles du livre avec la présence de titre, de paragraphe, de renvoi en bas de page, de sommaire (menu).

### La lecture hypertextuelle
La lecture numérique consiste aussi à circuler ou à naviguer en mode hypertexte ou hypermédia.
Christian Vandendorpe explique qu’«on ne lit pas un hypertexte comme on lit un roman, et [que] la navigation sur le Web procure une sensation différente de la lecture d’un livre ou du journal». L'hypertexte peut s'apparenter à un genre connu, celui du fragment (par exemple, les Pensées de Pascal ou les Cahiers de Paul Valéry), même si, paradoxalement, ce genre littéraire « ne s'épanouit que dans le cadre du livre ». La lecture hypertextuelle évoque le style de lecture de Montaigne : « [l]à, je feuillette à cette heure un livre, à cette heure un autre, sans ordre et sans dessein, à pièces décousues; tantost je resve, tantost j’enregistre et dicte, en me promenant, mes songes que voicy ».
L’hypertexte induit, en effet, une possibilité de lecture non linéaire. La possibilité de choisir et de construire son propre parcours de lecture est offerte au lecteur, comme dans le cas de l'hyperfiction (en). Pierre Lévy va plus loin en affirmant que le lecteur devient auteur. Cependant Christian Vandendorpe rappelle que ce sont le concepteur du site et l’auteur du document qui créent les liens et qui, ainsi, guident le lecteur dans un parcours de lecture plus ou moins prédéterminé. En revanche, il envisageait, en 1999, époque de l'exploration logicielle des premiers wikis,

« au moins sur le plan de l’utopie, la mise en place d’un vaste réseau où se grefferaient toutes les connaissances dans un domaine déterminé, hiérarchisées et constamment mises à jour, qu’il s’agisse des recherches en génétique, en mathématique, en psychologie, etc. À un autre niveau, cette forme d’écriture pourrait aussi déboucher sur une entreprise qu’il serait impossible de conduire à terme par les moyens traditionnels, soit de mettre par écrit nos pensées dans tous les domaines, en ajoutant des liens entre elles et en réajustant nos points de vue dans un mouvement permanent. »

— (Vandendorpe, 1999, p. 243)
Manuel Castells insiste sur la multiplicité des sites et des documents, des auteurs et des lecteurs, et sur le fait que ces derniers peuvent échanger leurs rôles, ce qui engendrerait une auto-communication de masse («mass self-communication»).
À la suite de « La mort de l'auteur » proclamée par Roland Barthes, et devant une possible « mort du lecteur » causée par les nouveaux médias, Roger Chartier s'interroge: « [l]e texte électronique, en toutes ses formes, pourra-t-il construire ce que n'ont pu ni l'alphabet, malgré la vertu démocratique que lui attribuait Vico, ni l'imprimerie, en dépit de l'universalité que lui reconnaissait Condorcet, c'est-à-dire construire, à partir de l'échange de l'écrit, un espace public dans lequel chacun participe ? ».

#### Les difficultés et les oppositions à la lecture hypertextuelle
Ce nouveau mode de lecture ne serait pas sans conséquences pour le lecteur. Les psychologues cognitivistes Jean-François Rouet et André Tricot évoquent quelques dangers qui guettent le lecteur s'il ne connaît pas ou ne comprend pas la structure du système hypertextuel tels que le problème de la désorientation, où le lecteur perd le fil de sa lecture, et le problème de la surcharge cognitive ou « noyade dans l'information » lorsque le lecteur est écrasé sous une surcharge informationnelle, ainsi que par l’excès de traitement à réaliser.
En effet, la lecture de documents hypertextuels mobilise fortement la mémoire de travail de l’individu. On entend par mémoire de travail l’espace actif de la mémoire où sont réalisés les ensembles de traitements qui permettent la compréhension. Le lecteur doit faire plusieurs choses en même temps il doit lire l’information, vérifier la pertinence de celle-ci et choisir son parcours de lecture en activant les liens hypertextes, ce qui peut lui poser des difficultés.
Le zapping ou «la navigation à la surface des documents» (André Tricot) se produit quand le lecteur fait une lecture rapide sans prélèvements d’informations. Ce dernier ne s’attarde pas au contenu et passe directement à un autre document. Comme le souligne le chercheur Jean-Louis Lebrave, il y aurait une manipulation d’informations plutôt qu’une véritable acquisition de connaissances. La lecture hypertextuelle obéit alors à la loi du marteau, à la différence près que le marteau est une souris ou un doigt qui clique des liens, ou à celle de l'oralité du « causeur ».
Christian Vandendorpe rappelle que la peur de voir une nouvelle forme de lecture pathologique remonte au moins à l'époque de Cervantes. Don Quichotte aurait perdu le contact avec la réalité en lisant des romans de chevalerie, ce qui aurait difficilement été imaginable « s’il avait été tenu de cliquer à chaque pas qu’il faisait dans la lecture de ses de chevalerie : « Si vous voulez que le chevalier délivre sa dulcinée, cliquez sur ce mot. Cliquez ici si vous voulez qu’il continue son chemin” ». Aujourd'hui, l'aspiration qui animerait la lecture numérique excessive et désordonnée est parfois nommée dépendance à Internet (« Internet addiction disorder ») :

« Le drogué de l’Internet, c’est celui qui voudrait épuiser tout ce qui se donne à lire et à voir sur le réseau. C’est celui ou celle qui vibre à l’idée d’être en contact virtuel avec des millions d’êtres, poursuivant par les clics de la souris un obscur désir de communication, aussi vieux que l’humanité, et dont on nous offre aujourd’hui une promesse de satisfaction immédiate, comme jamais auparavant. »

— (Vandendorpe, 1999)
Ce serait un risque de la lecture numérique d'un hypertexte. Alors que le texte en format papier entraîne le risque d'enfermer le lecteur dans le « plaisir hypnotique» d'une lecture accaparante ou de l'« envoûter », Vandendorpe explique qu'à la lecture d'un codex, l'information devient graduellement le nouveau contexte mental du lecteur. Chaque page tournée prépare la suivante. La lecture numérique, par contre, tend à éloigner le lecteur du contexte initial. Choisir de revenir aux mêmes pages n'est pas une solution, puisque la production de sens est tarie. Cette tendance de la lecture numérique à devenir superficielle résulterait de ce manque de contexte. Il reste que c'est à chaque individu que revient la tâche de gérer sa lecture qu'elle soit numérique ou sur papier.

#### Développement d'une compétence complexe: le multitâche
Claire Bélisle, titulaire d'un doctorat en psychologie cognitive, pense que le numérique bouleverse nos modes de lecture et de pensée. Lire dans un monde numérique relève, selon elle, d'une compétence complexe: le multitâche.
Le constat est une baisse de la lecture de l'imprimé et, paradoxalement, une augmentation du temps de lecture. En effet, l'écrit est omniprésent sur les écrans. Lire dans un monde numérique relève d'une compétence complexe: de nouveaux stimuli sont en jeu et il est nécessaire de s'adapter à de nouveaux modes de travail. Beslile pense qu'il est nécessaire aujourd'hui de s'adapter à un environnement multitâche. Il ne s'agit pas d'entrer en concurrence avec les machines, mais plutôt de s'adapter à un environnement numérique dans lequel l'information a explosé et où notre lecture est sans cesse perturbée (notifications, emails, publicités, etc.). La lecture numérique s'inscrit alors dans un ensemble d'actions et d'interactions multimodales et plus seulement linguistiques et textuelles. Dans le monde numérique, il devient nécessaire d'être capable de traiter de multiples sources d'information très variées tout en recevant de multiples stimuli susceptibles de nous déconcentrer. Les comportements multitâches font partie du quotidien chez les jeunes individus. Les jeux vidéo par exemple sont caractérisés par le multitâche et cette capacité à changer rapidement de tâches. Ils permettent de développer chez les jeunes des capacités d'apprentissage spécifiques: changer rapidement de tâche, traiter de multiples sources d'information très variées tout en recevant de multiples stimuli.
L'écrit d’écran stimulerait le plaisir, ce serait une source de motivation pour l'apprentissage. Selon Claire Bélisle, « aujourd'hui le plaisir de lire des jeunes se développe sur un autre support que le plaisir de lire des adultes : blogs, courriels, fils Twitter, chat, résultats des moteurs, etc. Ce n'est donc pas seulement le support qui change mais ce sont les matériaux lus, et les moments de la lecture qui ne sont pas d'abord vécus comme des moments de solitude, mais comme des temps d'échange et de communication ». Il convient, selon Bélisle, d'employer les termes de polyattention et polyfocalisation plutôt que celui d'hyper-attention.

### Acquisition de nouvelles compétences
(juin 2024).
- Si vous ne connaissez pas le sujet, laissez ce bandeau (vous pouvez alors contacter les auteurs).
- Si vous supprimez le contenu mis en cause (vous pouvez préalablement contacter les auteurs),

argumentez précisément cette suppression dans la page de discussion
(un manque de référence n'est pas un argument ; une recherche réelle de référence doit avoir été effectuée, être formellement documentée).
La lecture numérique implique de nouvelles compétences de la part du lecteur puisque ce dernier doit mettre en œuvre des capacités d’orientation et des capacités mémorielles. Afin d’éviter cette consultation aléatoire, la lecture numérique oblige le lecteur à garder la trace de son itinéraire de lecture. Il faut donc qu’il développe une méthode intellectuelle de lecture, des stratégies de repérage et qu’il apprenne à développer sa mémoire immédiate. Le lecteur doit aussi prendre conscience de la profondeur de ce qu’il lit, afin d’avoir une vision globale du document. La lecture numérique entraîne une absence de contexte pour le lecteur. Or, ce contexte a pour fonction d’orienter les schèmes de réception et de créer des réseaux en fonction desquels tout ce qui sera lu à la suite aura du sens. Le lecteur doit donc s’efforcer à recontextualiser le document qu’il lit à travers l’écran.
D'un point de vue matériel, le lecteur doit manipuler des outils informatiques.
Ces nouvelles compétences que suggère la lecture numérique ne sont pas forcément évidentes pour l’utilisateur. Le professionnel doit donc le former à ces nouvelles compétences:
- il doit former à des compétences techniques et instrumentales en apprenant à l’utilisateur à manipuler les outils informatiques.
- il doit développer le «savoir lire» en formant à des compétences stratégiques et métacognitives. Ainsi, il doit développer chez le lecteur la mise en projet et le questionnement, ce qui lui permettra d’élaborer son projet de lecture et donc d’éviter de se perdre dans le flot informationnel.

De plus, le lecteur devra être capable d’élaborer un bilan de son parcours de lecture, pour pouvoir le réadapter ou non.
- il doit développer le « savoir écrire ». La lecture et l’écrit étant liés, savoir restituer une information et savoir la communiquer sous forme électronique apparaissent essentiels.

La lecture numérique est liée au développement de la société de l'information et à l'accroissement du Web depuis une dizaine d'années. Cependant ces nouvelles pratiques ne semblent pas menacer l'avenir de la lecture papier comme cet avènement pouvait au départ le laisser supposer. On assiste davantage à une coexistence des supports. L'exemple du livrel est éclairant à ce sujet. En effet, cette innovation est restée en suspens parce qu'elle n'a pas fait l'objet d'un usage suffisant étayant ainsi la thèse selon laquelle la technique n'entraîne pas nécessairement l'usage ou la pratique. La lecture numérique, par ses caractéristiques et ses fonctionnalités, élargit l'offre de lecture et peut donc contenter un public plus large et aux demandes diversifiées.